# 合法监听
合法监听（英語：Lawful Interception，简称“LI”）是指执法机构在法律规定、授权下经电信运营商配合，获取通信元数据或通信内容。

## 介绍
合法监听是指电信运营商在通信和电话网络中提供合法的监听网关和节点，让政府执法机构能够在拥有合法授权的情况下通过这些技术手段，以分析或取证为目的，监听通信网络的数据。 
各国政府都要求电话服务供应商安装一个合法拦截网关 (Leagal Interception Gateway，简称LIG)，以及合法拦截节点 (Legal Interception Nodes，LIN)，允许政府拦截实时电话呼叫、短信、电子邮件和一些文件传输或即时消息（IM）。 这些用于政府监控的合法监听的措施，自从数字通信刚刚出现的时候，就已经有了。 

### 技术路线
合法监听拥有两种技术路线，分别为主动式合法监听技术与被动式合法监听技术。主动式合法监听技术通过電訊公司在通信网络中预设设备、软件来实现。通常电信运营商会把合法监听模块与中介设备（mediation device）安装于传统的或基于软件的交换机、路由器中。电信运营商接到合法监听指令后，会激活中介设备监听指定的监听目标，并将相关数据发送给执法机构。 被动式合法监听技术一般通过监听探针（probe）来实现。监听探针会被电信运营商安装至网络边缘，在得到合法授权监听的情况下，监听探针会被激活并对特定目标进行监听。监听探针会针对IP通信与传统的电路交换域，对比合法监听指令上提到的电话号码、IP地址、URL等特定信息展开扫描，也会使用深度包检测技术抓取或映射通信元数据及通信内容。  

### 存在意义
合法监听的存在主要是用于防止有组织犯罪，保护国家、社会安全，保护基础设施的安全和保护网络安全。

## 法律规定
合法监听的立法一般通过刑诉法模式、综合法律模式、专门法律模式这三种路径。

### 刑诉法模式
1975年，德国在修正刑事诉讼法时增加了关于“监视电信通讯”的规定。1988年，意大利通过的新刑事诉讼法专设一节规定“谈话或通讯窃听”。1991年7月10日，法国通过第91-646号法律在刑事诉讼法典中增加了“电讯的截留”一节，对秘密监听的程序问题作出了详细规定。1997年，澳門颁行的《刑事訴訟法典》中在第四章对電話監聽做出相关规定。

### 综合法律模式

#### 美国
美国为综合法律模式，1968年美国国会通过《综合犯罪控制与街道安全法》，为合法监听奠定了法律基础。1978年，美国通过《涉外情报监控法》，主要对象是外国势力及外国势力的代理人。1986年，美国通过《电子通信隐私法》对《综合犯罪控制与街道安全法》进行重大修改，对刑案侦查的合法监听做出详细规定。另有包括《爱国者法案》、《通信协助执法法》在内相关合法监听的多部法律。除非另有禁止，否则電訊公司拥有在他们的私有网络范围内保持合法监听能力的权利。

#### 中国
中华人民共和国先后于1993年、1995年通过《国家安全法》、《人民警察法》，规定了国安部门、公安机关在特定情况下可以使用技术侦察。

### 专门法律模式
1999年8月18日，日本公布《修改刑事诉讼法部分条文法律》，将刑事诉讼法典中增加第222条第二款，即对秘密监听的相关规定应适用同年颁布的《关于犯罪侦查中监听通讯的法律》，后者对监听作出了详细规定。

## 技术标准
一些国家和国际组织出台过电子监听技术标准，这些标准一方面确保包括对互联网通信、无线通信等在内的系统性、全面的监听，另一方面也能够规范电子监听、降低监听方案的成本。目前的电子监听技术标准有主要被北美国家使用的美国CALEA标准、欧洲电信标准协会推出的被欧盟大部分国家所采用的ETSI标准与俄罗斯的SORM标准。